# الحزب الديمقراطي العلماني
الحزب الديمقراطي العلماني هو حزب سياسي هندي يسعى للحصول على دعم السكان المسلمين في البلاد.
قدم الحزب عددًا من المرشحين في انتخابات مجلس ولاية ماهاراشترا لعام 2009 وقدم دون جدوى أحد عشر مرشحًا في الانتخابات العامة في نفس العام. كما نشط في ولاية بهار.
في عام 2010، ورد أن رئيس الحزب عبد الكريم باتيل كان ضحية لاعتداء في ناغبور بعد أن تم القبض على وزير ولاية ماهاراشترا السابق بزعم صفع باتيل عدة مرات.
في عام 2012، انضم الحزب إلى عدد من الجماعات الأخرى في تشكيل ناجبور جانشاكتي أغادي، وهو ائتلاف من الأحزاب يأخذ زخمه من حملة مكافحة الفساد التي شنها آنا هازاري.